# Raúl Avilés
Ney Raúl Avilés (Guayaquil, Provincia del Guayas, Ecuador, 17 de febrero de 1964) es un periodista y exfutbolista
ecuatoriano. Jugaba de delantero y su primer equipo fue el Nueve de octubre.

## Trayectoria
Raúl Avilés inició su carrera en el equipo federativo Liga Deportiva Universitaria de Guayaquil. En 1985 jugó un año en Nueve de octubre. 
Esto le sirvió para que en 1986 lo compra el Emelec donde quedó campeón en 1988. 
En 1992 jugó en el Sporting Cristal de Perú la Copa Libertadores de América, donde anotó un gol, a mediados de año volvió a Emelec.
En 1993 vista la camiseta del Barcelona. Luego de dos años pasó a la LDU de Portoviejo. En 1996 vuelve a Barcelona y queda campeón en 1997. 
En 1999 pasa a El Nacional y luego al Audaz Octubrino de Machala. Finalmente en el año 2001 se retira del fútbol en el Santa Rita de la Provincia de Los Ríos, en ese entonces, de la Serie B. Marcó 116 goles en Primera División del fútbol ecuatoriano.
Tras colgar los botines, Raúl Avilés se ha dedicado a comentar sobre fútbol en programas televisivos.

## Selección nacional
Ha sido internacional con la Selección de fútbol de Ecuador en 55 ocasiones. Debutó el mismo día que lo hizo Álex Aguinaga, el 5 de marzo de 1987 en un partido amistoso contra la Selección de Cuba jugado en La Habana.

### Participaciones enCopas América
| Torneo                 | Sede                   | Resultado              | PJ | GA | Asis |
| ---------------------- | ---------------------- | ---------------------- | -- | -- | ---- |
| Copa América 1987      | Argentina              | Fase de grupos         | 1  | 0  | 0    |
| Copa América 1989      | Brasil                 | Fase de grupos         | 4  | 1  | 1    |
| Copa América 1991      | Chile                  | Fase de grupos         | 4  | 2  | 1    |
| Copa América 1993      | Ecuador                | Cuarto lugar           | 6  | 3  | 0    |
| Total en Copas América | Total en Copas América | Total en Copas América | 15 | 6  | 2    |

### Participaciones enEliminatorias al Mundial
| Eliminatoria                         | Sede del Mundial       | Posición               | Resultado              | PJ | GA | Asis |
| ------------------------------------ | ---------------------- | ---------------------- | ---------------------- | -- | -- | ---- |
| Eliminatorias Mundial de Italia 1990 | Italia                 | 3°lugar 3pts Grupo 2   | Eliminado              | 4  | 1  | 0    |
| Eliminatorias Mundial de USA 1994    | Estados Unidos         | 4°lugar 5pts Grupo B   | Eliminado              | 4  | 0  | 0    |
| Total en Eliminatorias               | Total en Eliminatorias | Total en Eliminatorias | Total en Eliminatorias | 8  | 1  | 0    |

## Clubes
| Club              | País    | Año       |
| ----------------- | ------- | --------- |
| Nueve de octubre  | Ecuador | 1985      |
| Emelec            | Ecuador | 1986-1991 |
| Sporting Cristal  | Perú    | 1992      |
| Emelec            | Ecuador | 1992      |
| Barcelona         | Ecuador | 1993-1994 |
| LDU de Portoviejo | Ecuador | 1995      |
| Barcelona         | Ecuador | 1996-1998 |
| El Nacional       | Ecuador | 1999      |
| Audaz Octubrino   | Ecuador | 2000      |
| Santa Rita        | Ecuador | 2001      |

## Títulos
| Título             | Club      | País    | Año  |
| ------------------ | --------- | ------- | ---- |
| Serie A de Ecuador | Emelec    | Ecuador | 1988 |
| Serie A de Ecuador | Barcelona | Ecuador | 1997 |